# Meer van Caldonazzo
Het Meer van Caldonazzo (Italiaans: Lago di Caldonazzo) is een meer in de Italiaanse provincie Trente, oostelijk van Trente. Het is het warmste Alpenmeer en trekt veel toeristen.

## Plaatsen langs het meer
De grotere plaatsen rond het meer zijn Calceranica al Lago en Caldonazzo met stranden aan de westelijke en zuidelijke oever. Het meer is aan de oostoever onbewoond, aan de noordoever ligt het gehucht San Cristoforo al Lago.

## Ligging
Maar twee kilometer oostelijker en onderaards door grotten verbonden, ligt het kleinere Meer van Levico. De twee meren zijn gescheiden door een bergketen, met als belangrijkste plaats Tenna. Deze twee meren vormen de bron van de Brenta, een rivier die bij Chioggia in de Golf van Venetië uitmondt.